# Andrey Boldykov
Andrey Boldykov, né le 4 octobre 1983, est un snowboardeur russe spécialisé dans les épreuves de snowboardcross. Il débute en Coupe du monde en 2005 et remporte en janvier 2012 sa première victoire à Veysonnaz. Il est le frère de la snowboardeuse Svetlana Boldykova

## Palmarès

### Jeux olympiques
| Édition/Discipline   | Slalom géant parallèle |
| JO de Vancouver 2010 | 15e                    |
| JO de Sotchi 2014    | 33e                    |

### Championnats du monde
| Édition/Discipline | Snowboardcross |
| Mondiaux 2007      | 55e            |
| Mondiaux 2009      | 35e            |
| Mondiaux 2011      | 32e            |
| Mondiaux 2013      | 5e             |

### Coupe du monde
- Meilleur classement en cross : 2e en 2012.
- 2 podiums dont 1 victoire.